# Jan van der Mast
Jan van der Mast (Den Haag, 7 april 1961) is een Nederlandse toneel- en romanschrijver die in 1994 debuteerde met de roman Films, vaders & neuzen.

## Loopbaan
Van der Mast doorliep het Christelijk Lyceum Delft en studeerde Stedenbouwkunde aan de Technische Universiteit Delft. Met een Erasmusbeurs studeerde hij af in Barcelona. Als stedenbouwkundige ontwikkelde hij een Toekomstvisie Hoogvliet 1990-2015, maar koos vervolgens voor het schrijverschap.
Voor het absurdistische toneelstuk Dood van een sardien ontving hij in 1991 een nominatie voor de Nederlands-Vlaamse Toneelschrijfprijs. Het stuk waarin hijzelf acteerde werd uitgenodigd voor internationale jeugdtheaterfestivals in Den Bosch, Gent, Aarau en Wenen.
Met zijn toenmalige partner Wilma Keizer richtte hij theatergroep Keizer & van der Mast op, die veelal in samenwerking met STIP (Amsterdam) (jeugd)theatervoorstellingen maakte, waaronder Het Zigzagkind met onder anderen René Groothof.
Zijn roman Films, vaders & neuzen verscheen in 1994 bij de SUN (Nijmegen) en werd (samen met onder anderen Arnon Grunberg en Anna Enquist) genomineerd voor de Debutantenprijs.
Een jaar later won hij de Essayprijs van de NRC met het stuk Een uitstapje naar de werkelijkheid.
In 2007 maakten Keizer & van der Mast  hun laatste voorstelling Morgen ben ik anders naar een boek van Ted van Lieshout. Sindsdien concentreert Van der Mast zich op het schrijven van historische romans, waarbij hij zijn fantasie de vrije loop laat om gaten te dichten. Bij Nieuw Amsterdam verschenen de romans De kleine Keizer (2012) en Agneta (2015).
In 2015 begon hij aan een biografie over de ondernemer Jacques van Marken, die eind 19e eeuw van belang was voor de Delftse industrie en het sociaal ondernemerschap op wereldniveau. Het boek verscheen in 2019.
Daarnaast schrijft hij verhalen uit het romantische voetbaltijdperk, die in bladen als Hard Gras en Feyenoord Magazine zijn verschenen o.a. over de bijzondere levens van Ajax-keeper Gerrit Keizer en Feyenoord-doelman Bram Panman.

## Prijzen en onderscheidingen
- 1991 Nominatie voor de Nederlands Vlaamse Toneelschrijfprijs Dood van een sardien.
- 1992 Winnaar Schrijfwedstrijd Het Gevolg (Belgie) Schilderachtig in 1 woord
- 1994 Nominatie Debutantenprijs Films, vaders & neuzen
- 1995 Winnaar Essayprijs NRC Een uitstapje naar de werkelijkheid
- 2012 Nominatie Halewijnprijs De kleine Keizer

### Romans
- 1994 Films, Vaders & Neuzen (Genomineerd voor Debutantenprijs)
- 2005 Mijn Hamlet!
- 2012 De Kleine Keizer (Genomineerd voor Halewijnprijs)
- 2015 Agneta
- 2019 Jacques van Marken. De eerste sociaal ondernemer van Nederland
- 2022 Agnetapark - Een biografie
- 2023 Delftse Helden

## Non fictie
- 2020 Paviljoen van Delftse Nijverheid
- 2022 100 jaar DSV
- 2023 Ieder uur een woord een daad

### Theaterteksten

#### Volwassenen
- 1991 De Meester & Margarita - Theater aan de Haven, Scheveningen
- 1993 Beklim Elke Berg - Leiderdorp
- 1994 Donkerslag - Delftse Komedie
- 1995 Haal Adem & Kus Me Diep - Delftse Komedie / Cosmic
- 2001 Kus Me & Blijf (2001) - Keizer & Van der Mast
- 2003 De Band & De Bastaard - Keizer & Van der Mast (Naar The Commitments & The Snapper van Roddy Doyle)
- 2003 En Die Vlag Dan? - Keizer & Van der Mast
- 2009 Retourtje Delft - Keizer & Van der Mast
- 2015 Het Spoor Voorbij - Das Letzte Kleinod
- 2015 Gist & Geluk - (Over J.C. Van Marken) ism Improve

#### Jeugdtheater
- 1991 Dood Van Een Sardien - Zucht, genomineerd door de Nederlands/Vlaamse Toneelschrijfprijs
- 1992 Schilderachtig In 1 Woord - Het Gevolg / Zucht, Winnende stuk van de schrijfwedstrijd Het Gevolg (België)
- 1993 Ik Ken Geen Neushoorn - Maccus, Geselecteerd Voor Lo Stregagatto In Rome, Prix Pour Le Théatre Jeunesse 1993
- 1995 Liefde Is Een Opstandige Vogel - Rosa Sonnevanck
- 1997 Paars, Paars & Nog 'Ns Paars - St. Daarom
- 1998 Lastig Portret - Tryater / Keizer & Van der Mast ism Stip Producties
- 2000 Tikkie Blauwe Ogen - Hesp Theatermakers
- 2002 Het Zigzagkind - Keizer & Van der Mast ism Stip Producties
- 2004 Vriend En Vriend - Keizer & Van der Mast ism Stip Producties
- 2005 De Bal Is Rond (2005) - Keizer & Van der Mast ism Stip Producties
- 2007 Morgen Ben Ik Anders - Keizer & Van der Mast

### Libretto
- 1994 Telefoonvogels - Mooiweerspelen Componist: Huba de Graaff
- 1997 De Weduwe Uit Appelscha - Opta Componist: Huba de Graaff
- 1997 Hephaistos - St. The Bone, Loud Speaker Opera, Componist: Huba de Graaff
- 1999 Mama Plastiek - Theater Zucht Componist: Ted van Leeuwen
- 2000 Welluzz Nietuzz - Aquarius Ensemble Libretto ism Allard Zoutendijk, Componist: Chiel Meijering
- 2005 Zie De Mannen Smachten (2005) - Het Zingend Hart, Componist: Walther Stuhlmacher

### Hoorspel
- 2003 Ik De Verstandigste Van De Twee - Haagse Kunstkring

### Graphic Novel
- 2009 24 Uur Delft Centraal (Ism tekenaar Mark van Huystee)

### Overige Publicaties
- 1990 Rotterdam-Zuid, Voorstad Tussen Droom En Daad (ism A. Kraaij)
- 1994 Zeg Nooit Nooit! (Hard Gras 9)
- 1995 Een Uitstapje Naar De Werkelijkheid – NRC
- 1999 Haal Adem & Kus Me Diep (Cosmic Toneel)
- 2001 Theater In Delft (Jubileumboek Theater De Veste)
- 2005 Spanje Of Nederland? (Hard Gras 45)
- 2008 DP6 Jaarboek (Architectenbureau)
- 2012 De Engelse Droom Van The Flying Dutchman (Hard Gras 86) - Gerrit Keizer
- 2013 Meneer Schoevaart (Hard Gras 89)
- 2016 De Man Van 6 Miljoen (Feyenoord Magazine) - Hans Postumus
- 2016 Ik Heb Het Gewoon Goed Gehad (Feyenoord Magazine) - Toon Meerman
- 2016 De Eerste Beker (Feyenoord Magazine)
- 2017 Ik Moest Alles Alleen Doen (Hard Gras 112) - Bram Panman
- 2017 Limonade Met Ladinszky (Feyenoord Magazine)
- 2019 Nog nooit werd er in ons land zo goed gevoetbald (Feyenoord Magazine) - Wim Jansen & Rinus Israel
- 2019 Schaduwelftal van 16 dames (Feyenoord Magazine) - Joke Vrauwdeunt
- 2019 Wandelkaart langs Van Markenlijnen (Museum Van Marken)
- 2020 De laatste bladzijde: Jacques Waisvisz (NRC)
- 2020 Ansichtkaarten Van Marken (Museum Van Marken)
- 2021 BOEi ontfermt zich over industriële kathedraal (Monumentaal)
- 2021 Watertoren (Delf)